# Grbavče
Pour les articles homonymes, voir Grbavce.
Grbavče (en serbe cyrillique : Грбавче) est un village de Serbie situé dans la municipalité de Svrljig, district de Nišava. Au recensement de 2011, il comptait 428 habitants.

## Démographie
| 1948  | 1953  | 1961  | 1971  | 1981 | 1991 | 2002 | 2011 |
| ----- | ----- | ----- | ----- | ---- | ---- | ---- | ---- |
| 1 591 | 1 641 | 1 448 | 1 285 | 984  | 758  | 567  | 428  |

|  |